# Jorge Hobson Lowry
Jorge Hobson Lowry (Buenos Aires, 29 de septiembre de 1842-Ib., 1 de abril de 1914) fue un marino argentino que sirvió en la Armada de los Estados Unidos y en la Armada Argentina a fines del siglo XIX.

## Biografía
Jorge Hobson Lowry nació en la ciudad de Buenos Aires el 29 de septiembre de 1842, hijo del comerciante Juan Gil Lowry y de Julia Palmer, ambos estadounidenses.
En 1853 fue enviado por sus padres a la Academia Naval de los Estados Unidos en Annapolis, Maryland, a bordo de la corbeta USS Jamestown.
Regresó a su ciudad natal en 1859, en momentos en que recrudecía la Guerra entre la Confederación Argentina y el Estado de Buenos Aires. Lowry se enroló como soldado del 2.º Batallón del Regimiento N° 2 de Buenos Aires a las órdenes del comandante Juan Martín pero su padre intervino nuevamente y lo hizo embarcar con un empleo en el pequeño vapor Asunción, que operaba como buque correo de la legación de los Estados Unidos en Buenos Aires.

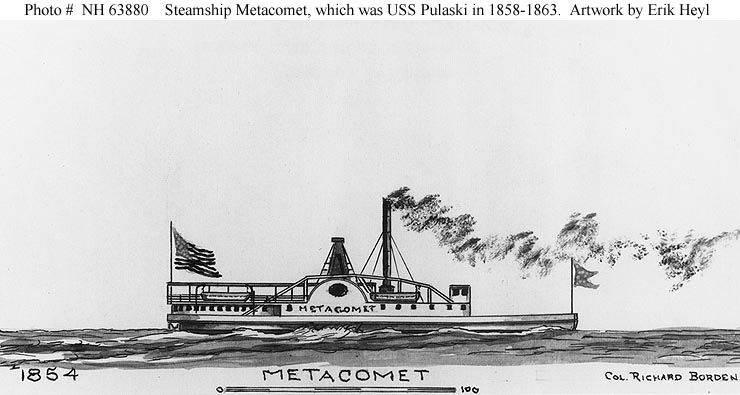
USS Pulaski (1861)

En 1861, ya mayor de edad, se incorporó a la marina de guerra de Estados Unidos. Al no poder sumarse al cuerpo general de la marina por exceder ya la edad prevista, debió ingresar al cuerpo de contadores y fue afectado como oficial de contaduría al buque de guerra USS Pulaski, vapor enviado en 1858 por los Estados Unidos a raíz de su conflicto con Paraguay y que averiado en marzo de 1859 había permanecido en aguas del río Paraná.
Pocos meses después le tocó concurrir en calidad de secretario a los acuerdos de paz y comercio complementarios del Tratado de amistad, comercio y navegación entre Paraguay y Estados Unidos de 1858. Luego de la batalla de Pavón formó parte de un destacamento de marinos del Pulaski, que junto con otros de la cañonera brasileña Ibahay y del buque de guerra inglés HMS Oberon, ocuparon la Aduana de Rosario hasta que llegaron las fuerzas de Buenos Aires.
En abril de 1865 al declararse la guerra del Paraguay se incorporó a la Armada Argentina y fue destinado como teniente en el vapor Guardia Nacional. A bordo, bajo el mando directo de Luis Py y llevando la insignia del coronel José Murature, comandó sus baterías en el combate de Paso de Cuevas.
Fue luego designado como segundo comandante del vapor General Brown con el que combatió la rebelión jordanista en Paraná.
Fue luego destinado al vapor Rosetti y durante la Revolución de 1874 luchó contra la sublevada Paraná.
En 1875 fue designado comandante del vapor Pampa con el que trasladó tropas a Rosario, regresando a río Luján.
En 1876, al producirse a bordo del vapor General Brown el Motín de los gabanes entre los cadetes de la Escuela Naval, el gobierno dispuso la suspensión de las clases y el traslado de los detenidos desde Zárate a Buenos Aires, mientras ordenaba a Lowry la instrucción de un sumario. El informe de Lowry fue duro no solo con los implicados sino con la disciplina de la institución que consideró "verdaderamente lamentable", lo que dificultaba determinar responsabilidades individuales. Por otro lado, aseguraba que había faltado autoridad moral en sus autoridades para reprimir el motín. El 21 de junio de 1877 se aceptó la renuncia indeclinable de Clodomiro Urtubey y se disolvió el colegio, que sería reabierto seguidamente a bordo de la cañonera Uruguay y bajo el mando de Martín Guerrico.
En 1877 fue puesto al mando del Pilcomayo pero tuvo escasa actividad y en el mes de junio pasó a reparaciones generales en Zarate.
En 1878 fue acompañó al capitán Hunter Davidson en su misión en Europa, destinada a renovar el material de la División Torpedos de la Armada.
En 1880 asumió el mando de bombardera Bermejo, permaneciendo hasta mayo de estación en Rosario y en la ciudad de Santa Fe. Ya operando en el Río de la Plata por accidente el Bermejo embistió y hundió a la goleta mercante Andrea Doria. Dio escolta al vapor transporte Villarino que conducía al país los restos mortales del general José de San Martín.
Al estallar la Revolución de 1880 permaneció nuevamente leal a las autoridades nacionales. Participó del dispositivo de bloqueo de la ciudad de Buenos Aires siendo afectado al control de los canales de acceso de la zona sur.
En marzo de 1882, con el grado de capitán de fragata, Lowry fue puesto al frente del monitor El Plata. En 1883, tras modernizar su artillería, viajó a Bahía Blanca, Montevideo y Maldonado y en 1885 participó de las maniobras de la "escuadra de evoluciones".
En 1889 fue designado jefe de la División Torpedos y en 1890 pasó con similares funciones al Arsenal Zárate.
Al estallar la revolución del Parque fue enviado con órdenes del presidente Carlos Pellegrini destinadas al vicepresidente de la Junta Superior de Marina Bartolomé Cordero, al mando de las fuerzas leales, pero al abordar el monitor Los Andes fue tomado prisionero por el segundo a bordo, el teniente de fragata Gregorio Aguerriberry.
En 1892 ejerció la Fiscalía General de la Armada. Le tocó actuar como fiscal en la causa del naufragio de la torpedera Rosales. Durante el mismo actuó con extrema severidad y tras una investigación exhaustiva consideró que mediaban pruebas suficientes para considerar responsable al capitán Leopoldo Funes de la pérdida de la cazatorpedera Rosales, por el abandono de la misma estando aún en condiciones de flotabilidad y culpable en grado criminal por el abandono voluntario y premeditado de su tripulación. El 11 de marzo de 1893 solicitó la pena de muerte para Funes y penas de entre 6 y 10 años de prisión para los oficiales sobrevivientes.
Uno de los defensores, el capitán de fragata Manuel José García Mansilla, efectuó un alegato centrado en restar importancia a las contradicciones de los declarantes calificándolas de "pequeñas discrepancias" y en invocaciones al patriotismo y a la compasión y solidaridad para con los sobrevivientes, y atacó a Lowry afirmando que "solo una imaginación enfermiza ha podido encontrar delitos o faltas en las constancias del proceso".
El defensor del capitán Funes, alférez de navío Mariano F. Beascochea, centró por su parte la defensa en demostrar que todos los cargos contra el comandante de la Rosales carecían de pruebas fehacientes. También atacó a Lowry y de tal manera que finalizado el juicio fue condenado a tres meses de arresto en un pontón por "irrespetuosa vehemencia en la defensa".
Finalmente, el otro fiscal del plenario, el capitán de fragata Beccar, pidió la absolución de los acusados por considerar que "cuando no hay plena prueba, corresponde absolución" y calificó las acusaciones de Lowry de "infames y bochornosas". Funes y los demás sobrevivientes de la Rosales fueron absueltos por falta de pruebas, aunque la carrera de Funes estaba acabada.
En 1898 Lowry fue nombrado vocal del Consejo de Guerra permanente para Jefes y Oficiales. Pasó a retiro con el grado de capitán de navío en octubre de 1905. Falleció en la ciudad de Buenos Aires el 1 de abril de 1914. Estaba casado con Benjamina Beovide.